# Collegio uninominale Toscana - 08 (2020)
Il collegio elettorale uninominale Toscana - 08 è un collegio elettorale uninominale della Repubblica Italiana per l'elezione della Camera dei deputati.

## Territorio
Come previsto dalla legge n. 51 del 27 maggio 2019, il collegio è stato definito tramite decreto legislativo all'interno della circoscrizione Toscana.
È formato dal territorio di 28 comuni della città metropolitana di Firenze: Bagno a Ripoli, Barberino Tavarnelle, Calenzano, Campi Bisenzio, Capraia e Limite, Castelfiorentino, Cerreto Guidi, Certaldo, Empoli, Fiesole, Gambassi Terme, Greve in Chianti, Impruneta, Lastra a Signa, Londa, Montaione, Montelupo Fiorentino, Montespertoli, Pelago, Pontassieve, Rignano sull'Arno, Rufina, San Casciano in Val di Pesa, Scandicci, Sesto Fiorentino, Signa, Vaglia e Vinci.
Il collegio è parte del collegio plurinominale Toscana - 03.

## Eletti
| Elezione | Elezione | Deputato       | Partito             |
| -------- | -------- | -------------- | ------------------- |
|          | 2022     | Emiliano Fossi | Partito Democratico |

## Dati elettorali

### XIX legislatura
Come previsto dalla legge elettorale, 147 deputati sono eletti con sistema a maggioranza relativa in altrettanti collegi uninominali a turno unico.
| Candidati                                 | Candidati                | Voti    | %     | Liste                          | Voti    | %     |
| ----------------------------------------- | ------------------------ | ------- | ----- | ------------------------------ | ------- | ----- |
|                                           | Emiliano Fossi ✔️ Eletto | 108 678 | 41,01 | Partito Democratico-IDP        | 82 216  | 31,03 |
| Alleanza Verdi e Sinistra                 | Emiliano Fossi ✔️ Eletto | 108 678 | 41,01 | 17 141                         | 6,47    |       |
| +Europa                                   | Emiliano Fossi ✔️ Eletto | 108 678 | 41,01 | 7 998                          | 3,02    |       |
| Impegno Civico - Centro Democratico       | Emiliano Fossi ✔️ Eletto | 108 678 | 41,01 | 1 323                          | 0,50    |       |
|                                           | Chiara Mazzei            | 82 378  | 31,09 | Fratelli d'Italia              | 55 834  | 21,07 |
| Lega per Salvini Premier                  | Chiara Mazzei            | 82 378  | 31,09 | 14 792                         | 5,58    |       |
| Forza Italia                              | Chiara Mazzei            | 82 378  | 31,09 | 10 864                         | 4,10    |       |
| Noi moderati/Lupi - Toti - Brugnaro - UDC | Chiara Mazzei            | 82 378  | 31,09 | 888                            | 0,34    |       |
|                                           | Maria Letizia Magnelli   | 29 051  | 10,96 | Movimento 5 Stelle             | 29 051  | 10,96 |
|                                           | Gabriele Toccafondi      | 28 387  | 10,71 | Azione - Italia Viva - Calenda | 28 387  | 10,71 |
|                                           | Samuele Marconcini       | 5 822   | 2,20  | Unione Popolare                | 5 822   | 2,20  |
|                                           | Daniele Falciai          | 4 322   | 1,63  | Italexit                       | 4 322   | 1,63  |
|                                           | Ambra Roncucci           | 4 243   | 1,60  | Italia Sovrana e Popolare      | 4 243   | 1,60  |
|                                           | Luca Bandini             | 2 119   | 0,80  | Vita                           | 2 119   | 0,80  |
| Totale                                    | Totale                   | 264 980 | 100   |                                | 264 980 | 100   |
|                                           |                          |         |       |                                |         |       |
| Schede bianche                            | Schede bianche           | 3 355   | 1,21  |                                |         |       |
| Schede nulle                              | Schede nulle             | 8 534   | 3,08  |                                |         |       |
| Votanti                                   | Votanti                  | 276 869 | 73,39 |                                |         |       |
| Elettori                                  | Elettori                 | 377 273 |       |                                |         |       |